# Шагаа
Шагаа (Шаг Аазы) — тувинский Новый год по лунно-солнечному календарю,  традиционный большой праздник, знаменующий начало новой жизни; символ рождения, обновления и очищения. Народный праздник Шагаа утверждён Законом Республики Тыва от 12 февраля 1999 года № 143 «О праздничных днях Республики Тыва».

## Традиции и обряды празднования

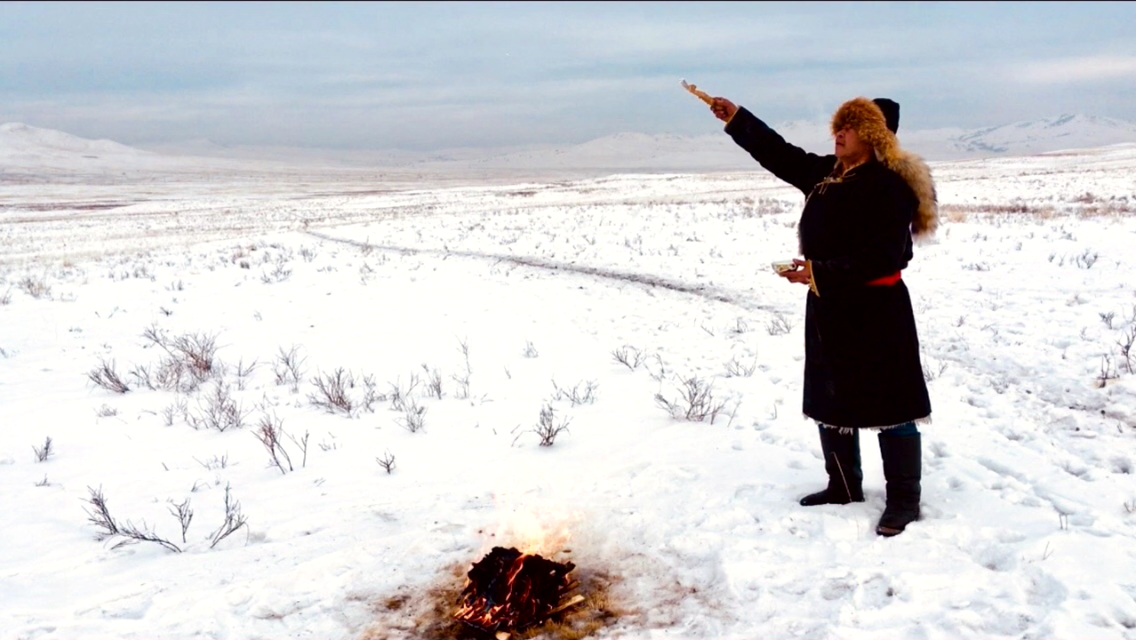
Ритуал шагаа

Сакральный смысл праздника Шагаа заключён в самом его названии, объясняемое как «шагның чаазы», что означает начало нового этапа, новый цикл, обновление. Являясь древним и сакральным праздником Шагаа имеет свои особые традиции празднования.

### Традиционный обряд приветствия «Чолукшуур»
Именно на Шагаа у тувинцев принято совершать традиционный обряд приветствия чолукшуур. Следует отметить то, что чолукшуур совершали только один раз в году. Совершая чолукшууру произносили: 
«Амыр менди!» — Мира Вам!
На что отвечали:
«Сол менди!» — Мира и Вам тоже!
Произнесение этих приветствий сопровождалось особыми действами. Младший по возрасту старшему протягивает обе руки ладонями вверх, а старший в свою очередь кладёт в них сверху свои руки ладонями вниз. В этом приветствии выражается глубокое уважение, почитание, в случае необходимости и клятва помощи и поддержки.

### Обряд «Саң салыры»
Обряд саң салыр это подношение духам лакомых частей еды в знак благодарности за благоприятный исход года и с целью задобрения. Для этого возводился ритуальный костер, который устанавливали на чистом и возвышенном месте. Дрова для костра выбирали тщательно. Они должны быть ровными, аккуратными, истыми и без сучков. На возведённый костер кладут ветку можжевельника, затем белую пищу, обязательно произнося благопожелания, благодарили и просили благополучия в будущем году.

### Подготовка блюд к Шагаа
Традиционный праздничный стол Шагаа отличается изобилием вкусной национальной еды. Для праздничного стола готовят в основном молочную пищу (чай с молоком, топлёное масло, быштак — пресный и прессованный сыр, разные виды высушенной гущи, полученной из кислого молока и др.), мясные блюда из баранины, боова — пресные лепёшки, боорзак- печенье в виде жаренных в топлёном масле кусочков теста.